# 광주전남지방중소벤처기업청
광주·전남지방중소벤처기업청(光州全南地方中小벤처企業廳)은 광주광역시, 전라남도, 제주특별자치도 중소기업 정책의 기획·종합, 중소기업의 보호·육성, 창업·벤처기업의 지원, 대·중소기업 간 협력 및 소상공인에 대한 보호·지원에 관한 사무를 관장하는 대한민국 중소벤처기업부의 소속기관이다. 2017년 7월 26일 발족하였으며, 광주광역시 서구 천변우하로 391에 위치하고 있다. 청장은 고위공무원단 나등급에 속하는 일반직 또는 연구직공무원으로 보한다.

## 연혁
- 1996년 2월 9일: 중소기업청 소속으로 광주·전남지방중소기업청 설치.[3]
- 2017년 7월 26일: 중소벤처기업부 소속 광주·전남지방중소벤처기업청으로 개편.[4]

## 조직

### 청장
- 창업성장지원과[5]
- 공공판로지원과[5][6]
- 기업환경개선과[7]
- 제품성능기술과[7]

### 소속기관
사무소
| 명칭           | 위치                                  | 관할구역                                         |
| -------------- | ------------------------------------- | ------------------------------------------------ |
| 전남동부사무소 | 전라남도 순천시 해룡면 율촌산단4로 13 | 여수시·순천시·광양시·고흥군·보성군·곡성군·구례군 |